# Michael Been
Michael Been (* 17. März 1950 in Oklahoma City, Oklahoma als Michael Kenneth Been; † 19. August 2010 in Hasselt, Belgien) war ein US-amerikanischer Rockmusiker, Sänger, Songwriter, Bassist, Musikproduzent und Schauspieler. Er wurde hauptsächlich bekannt als Frontman der kalifornischen Rockband The Call.

## Leben und Werk
Michael Been, geboren 1950 in Oklahoma City, wuchs in Chicago auf, wo er Mitglied verschiedener Psychedelic-Rock-Bands wurde, zum Beispiel der Band „Aorta“ oder der Gruppe „H.P. Lovecraft“. Danach spielte er mit den früheren Moby-Grape-Mitgliedern Jerry Miller und Bob Mosley in der Band „Fine Wine“ und mit Miller später auch in der Band „Original Haze“ sowie Bass auf dem 1974er Album With Footnotes der Band 2nd Chapter of Acts.
Ende der 1970er Jahre gründete Michael Been (Bass, Leadgesang) dann mit Scott Musick (Schlagzeug, Gesang), Tom Ferrier (Gitarre, Gesang) und Greg Freeman (Bass) seine eigene Band namens The Call.
So formierte sich auch das von Produzent Hugh Padgham 1982 betreute und selbstbetitelte erste Album THE CALL, ergänzt durch den Keyboarder Garth Hudson (Synthesizer, Klavier, Saxophon). Das 1983 erschienene Album Modern Romans führte zu einer Welttournee als Vorgruppe des Musikers Peter Gabriel. Mit dem Titel-Song The Walls Came Down errang man viel Aufmerksamkeit bei MTV.
Zwischen 1982 und 2000 veröffentlichte die Gruppe um Frontman Michael Been zwölf Alben. Darunter acht Studioalben, drei Best-of-Alben (1991: The Call – The Walls Came Down (The Best of the Mercury Years), 1997: The Best of The Call, (WEA Records) und 2000: The Call – The Millennium Collection, (Hip-O Records)) und ein Livealbum (2000: Live Under the Red Moon). Die meisten Alben davon wurden von Michael Been and The Call produziert.
In den 1990er Jahren veröffentlichte Michael Been zwei Soloalben. Das eine war der Soundtrack zu Paul Schraders 1992 erschienenem Krimi Light Sleeper. 1994 folgte das Album On the Verge of a Nervous Breakthrough bei Qwest Records, das Been in der Hauptsache wieder selbst produzierte.
Die Single Let the Day Begin vom gleichnamigen Album von The Call geschrieben von Michael Been wurde die offizielle Hymne für Al Gores Demokraten beim Wahlkampf für die Präsidentschaftswahl 2000 in den USA.
Neben seiner Band The Call fand Michael Been häufig Gelegenheit, als Gastsänger bei anderen Rockbands oder befreundeten Musikern aufzutreten. Unter anderem bei Peter Gabriels Album So von 1986.
Umgekehrt spielten von Anfang immer wieder berühmte Gastmusiker bei The Call mit. Bereits 1986 waren auf dem Album Reconciled Jim Kerr von den Simple Minds und Peter Gabriel zu hören. Garth Hudson, Organist und Saxofonist der Formation The Band, war auf den ersten drei Alben als Keyboarder im Einsatz. Der Schauspieler Harry Dean Stanton spielte die Mundharmonika auf For Love vom Album Let the Day Begin. Bono von U2 sang auf dem 1990er-Album Red Moon im Background.
Neben der Musik machte Michael Been mit einem weiteren Talent auf sich aufmerksam. Der Regisseur Martin Scorsese besetzte Been 1988 in seiner viel diskutierten Christus-Verfilmung neben Schauspielern wie Willem Dafoe, Harvey Keitel, John Lurie, Harry Dean Stanton und Barbara Hershey in Die letzte Versuchung Christi in der Rolle des Apostels Johannes.
Mit der 1998 gegründeten Band Black Rebel Motorcycle Club seines Sohnes Robert Levon Been ging Michael Been in den 2000er Jahren häufiger auf Tournee. Dort fungierte er während der Konzerte häufig als deren Soundingenieur und Tonberater. Während der 2010er Tournee verstarb Been am 19. August 2010 im belgischen  Hasselt an den Folgen eines Herzinfarkts während des Auftritts der Black Rebel Motorcycle Club beim Pukkelpop-Musikfestival.

## Diskografie
Soloalben
- 1992: Light Sleeper (Soundtrack) (WEA Records)
- 1994: On the Verge of a Nervous Breakthrough (Qwest Records)

The Call
- 1982: The Call, (Mercury Records)
- 1983: Modern Romans, (Mercury Records)
- 1984: Scene Beyond Dreams, (Mercury Records)
- 1986: Reconciled, (Elektra Records)
- 1987: Into the Woods, (Elektra Records)
- 1989: Let the Day Begin, (MCA Records)
- 1990: Red Moon, (MCA Records)
- 1991: The Call – The Walls Came Down (The Best of the Mercury Years)
- 1997: To Heaven and Back, (Fingerprint Records)
- 1997: The Best of the Call, (WEA Records)
- 2000: Live Under the Red Moon, (Conspiracy Records)
- 2000: The Call – The Millennium Collection, (Hip-O Records)

## Filmografie
- 1988: Die letzte Versuchung Christi (The Last Temptation of Christ)